# 氷川神社 (さいたま市桜区西堀)

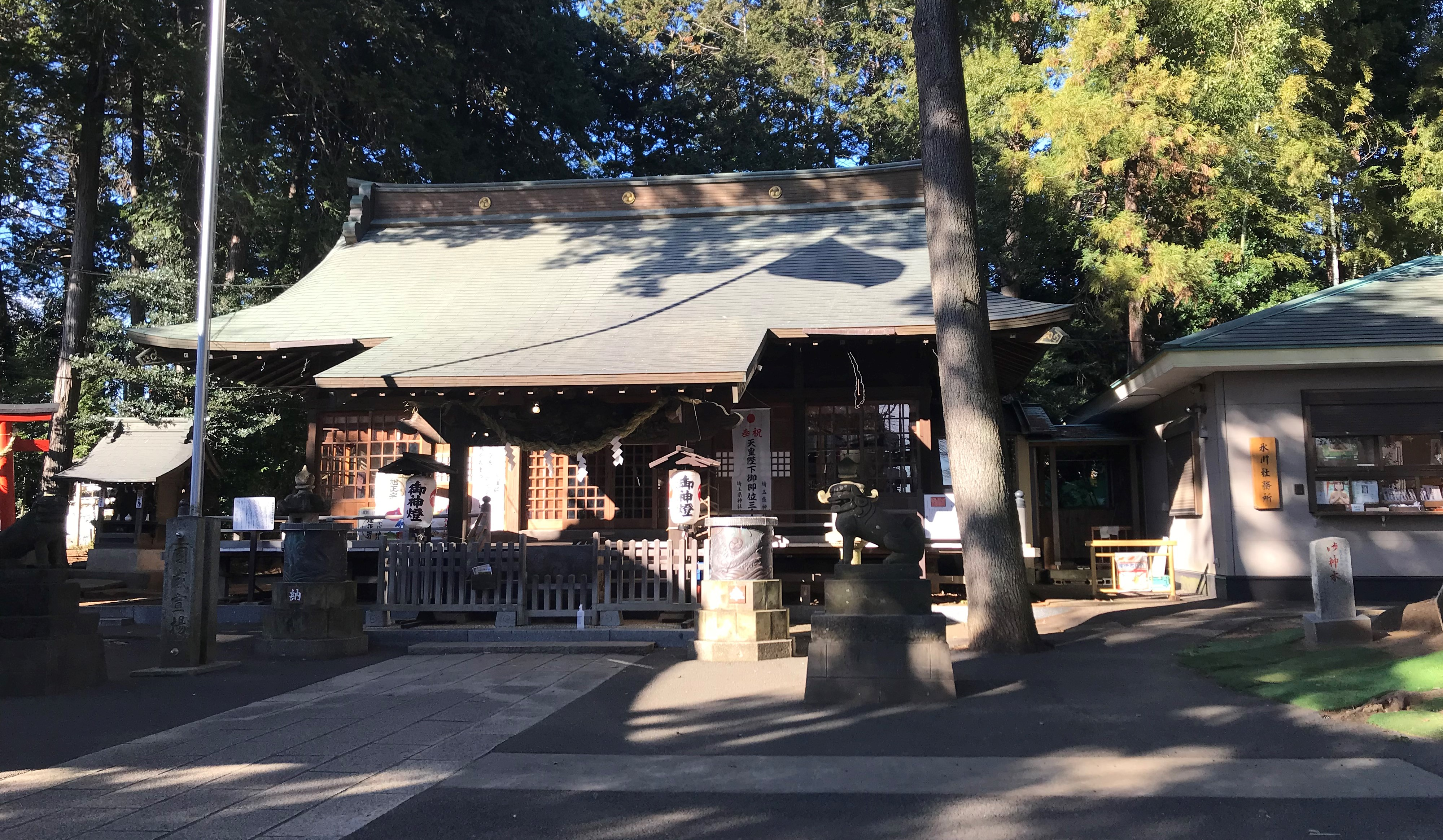
本殿

氷川神社（ひかわじんじゃ）は、埼玉県さいたま市桜区の神社。

## 歴史
応永年間（1394年 - 1428年）に創建された。同市大宮区にある氷川神社から分霊を勧請したものである。江戸幕府第3代将軍徳川家光より、10石の社領を得ている。
同区田島の田島氷川社のことを「下の宮」と称していたのに対し、当社は「上の宮」と称していた。
当社の本殿は覆堂の中に入っている。江戸時代中期のもので「二間社流造」の杮葺の建築物である。さいたま市の文化財に指定されている。

## 文化財
- 西堀氷川神社本殿（さいたま市指定有形文化財 昭和54年3月29日指定）[3]

## 交通アクセス
- 中浦和駅より徒歩11分。